# Épouses dangereuses
Pour plus de détails, voir Fiche technique et Distribution.
Épouses dangereuses (Mogli pericolose) est un film italien réalisé par Luigi Comencini, sorti en 1958.

## Synopsis
Les épouses de Federico, Bruno et Pirro sont charmantes tandis que celle de Benny est une laideronne un peu « coincée ».
La femme de Bruno, Ornella est très jalouse et affirme que tous les hommes sont infidèles, tandis que Claudina, la femme de Federico est de l'avis contraire. Donc, afin de se départager, elles parient que Tosca femme de Pirro et ancienne danseuse de cabaret, réussira à séduire Federico.

## Fiche technique
- Titre français : Épouses dangereuses ou Femmes dangereuses[1]
- Titre original italien : Mogli pericolose
- Réalisation : Luigi Comencini
- Scénario : Edoardo Anton
- Pays d'origine : Italie
- Format : Noir et blanc
- Genre : Comédie
- Durée : 103 minutes
- Date de sortie : 27 novembre 1958 (Italie)

## Distribution
- Nino Taranto : Pirro
- Franco Fabrizi : Bruno
- Mario Carotenuto : Benito 'Benny' Bertuetti
- Renato Salvatori : Federico Carpi
- Sylva Koscina : Tosca, femme de Pirro
- Dorian Gray : Ornella, femme de Bruno
- Pupella Maggio : Aurelia 'Lolita' Bertuetti
- Giorgia Moll : Claudina Carpi
- Pina Renzi : la mère d'Ornella
- Maria Pia Casilio : Elisa
- Bruno Carotenuto : 'Tato' Bertuetti
- Yvette Masson : Corinne
- Nando Bruno : le chauffeur de taxi
- Vittoria Crispo : Caterina
- Graziella Lonardi : pharmacienne